# Eleccions al Parlament Europeu de 2014 (Itàlia)
Les eleccions al Parlament Europeu de 2014 a Itàlia es van celebrar el diumenge 25 de maig de 2014. En aquestes es van escollir els membres italians de la VIII legislatura del Parlament Europeu. Després de l'entrada en vigència del Tractat de Lisboa, la distribució dels escons entre els diferents estats membres de la Unió Europea es va modificar, amb el que Itàlia va passar a escollir 73 eurodiputats, un més que en les anteriors eleccions.
Els guanyadors van ser els representants del Partit Democràtic liderat pel seu president Matteo Renzi amb el 40,81% dels vots i 31 escons, el millor resultat mai obtingut per aquest partit; per altra banda, el Moviment 5 Estrelles va aconseguir 17 escons amb el 21,2% dels vots i la llista electoral L'Altra Europa va aconseguir-ne 3 amb el 4,03%; mentrestant, la Itàlia dels Valors que tenia 7 escons a les eleccions del 2009, no va aconseguir la representació suficient per a mantenir algun amb 179.693 vots i una participació del 0,65%.